# رودخانه توریا
رودخانه توریا (به لاتین: Turya) یک رود در روسیه است که در استان سوردلوفسک واقع شده‌است.